# Helena Dorabialska
Julia Helena Dorabialska (ur. 22 maja 1895 w Sosnowcu, zm. 20 lipca 1944 w Wołominie) – polska muzykolożka i kompozytorka.

## Życiorys
Ukończyła studia w Konserwatorium Warszawskim u Katarzyny Jaczynowskiej (fortepian) i Romana Statkowskiego (kompozycja) oraz w Konserwatorium Moskiewskim u Aleksandra Borowskiego. W 1924 roku doktoryzowała się na Uniwersytecie Jagiellońskim na podstawie pracy Józef Damse i jego kompozycje muzyczne. W latach 1922–1927 prowadziła w Konserwatorium Warszawskim ćwiczenia z harmonii, następnie od 1929 do 1939 roku wykładała tam harmonię, formy muzyczne i historię muzyki, a także uczyła gry na fortepianie. Przez wiele lat publikowała recenzje muzyczne w czasopiśmie Robotnik.
Skomponowała m.in. Mszę na chór mieszany, tenora solo i fortepian lub organy, Pieśni robotnicze na 4-głosowy chór męski, opery Dewaki i Hanusia, pisała też utwory kameralne i fortepianowe oraz pieśni. Rękopisy jej kompozycji znajdują się w zbiorach Biblioteki Jagiellońskiej. Opublikowała prace Ćwiczenia praktyczne z harmonii (Warszawa 1927) oraz Polonez przed Chopinem (Warszawa 1938).